# ジャスティン・コベニー
ジャスティン・コベニー（Justin Coveney、1985年5月2日 - ）は、トップウェストA中部電力ラグビー部に所属するラグビーユニオン選手。

## プロフィール
- フィリピン出身[1]。
- ポジションはウィング(WTB)、センター(CTB)
- 身長 181cm、体重 102kg。
- 愛称はJC[2]。
- 弁護士でもある。
- フィリピン代表に選ばれたことがある[3]。

## 略歴
14歳からラグビーを始めた。
ウエスタンシドニー大学卒業後、2012年、リコーブラックラムズに加入。
2013年、コカ・コーラウエストレッドスパークス(現・コカ・コーラレッドスパークス)に加入。同年8月31日に行われたジャパンラグビートップリーグ1stステージ 第1節のリコーブラックラムズ戦にて途中出場で日本での公式戦初出場を果たす。
2015年、釜石シーウェイブスRFCに加入。
2017年、中部電力ラグビー部に加入。